# Municipio Ribero
Ribero es uno de los 15 municipios del estado Sucre, Venezuela. Está ubicado al centro-oeste de dicho estado, tiene una superficie de 1480 km² y una población (2022) de 67 930 habitantes. Su capital es Cariaco, ciudad fundada por Juan de Urpín en el siglo XVII. Entre los principales centros poblados se encuentra Soledad, Cacahual, Campearito, Campoma, Catuaro, Chamariapa, Chiguana, El Muelle, Guacarapo, Santa Cruz, Santa María, Saucedo y Pantoño.

## Geografía
Se distinguen dos zonas geográficas: el norte y centro-norte del municipio corresponden a un área de planicie, donde la serranía de Araya constituye la única elevación importante; mientras que el centro-sur y sur del municipio conforman una zona montañosa que alcanza hasta los 2200 metros en el cerro Negro, dentro del macizo Oriental. La temperatura promedio en la región llana es de unos 27 °C, mientras que en la zona montañosa varía entre los 15 y 21 °C.
La zona noroccidental del municipio ocupa parte de la península de Araya, lo que le permite acceso al golfo de Cariaco. Además, al norte limita con el mar Caribe. El principal curso de agua es el río Carinicuao, y destacan los lagos Campoma y Buena Vista.
El municipio cuenta con dos áreas protegidas: la zona protectora del macizo montañoso del Turimiquire y la zona suroccidental de la serranía de cerro Negro, que forma parte del parque nacional El Guácharo.

### Organización parroquial

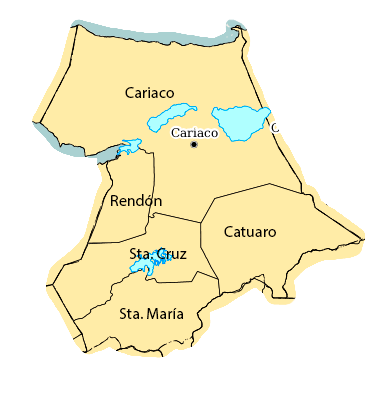
Mapa Municipio Ribero

| Parroquia        | Superficie | Población   | Densidad       |
| ---------------- | ---------- | ----------- | -------------- |
| Cariaco          | km²        | 38215 hab.  | hab./km²       |
| Catuaro          | km²        | 12440 hab.  | hab./km²       |
| Rendón           | km²        | 5996 hab.   | hab./km²       |
| Santa Cruz       | km²        | 3098 hab.   | hab./km²       |
| Santa María      | km²        | 8181 hab.   | hab./km²       |
| Municipio Ribero | 1.480 km²  | 67.930 hab. | 45,90 hab./km² |

### Centros poblados
- Cariaco
- Cacahual
- Campearito, conocido por el cultivo de caña de azúcar. [4]
- Campoma, posee la Laguna de Campoma, donde existe la leyenda que dos enamorados, una perteneciente a la etnia Cumanagoto y el otro un agricultor, el padre de la joven decide casarla con un extranjero, al negarse a este acto la joven decidió morir a escondidas arrojándose a la laguna donde se prendió fuego, y se dice que tras este hecho han desaparecidos jóvenes enamorados en la laguna, al igual que cada cierto tiempo la laguna se incendia.[5]
- Catuaro, al sur de Cariaco. En mayo del 2023, se sintió un temblo en la escala 4.1.[6]
- Cerezal, donde surgieron los negritos de trapos, muñecos.[7]El poblado es conocido también por su variada dulcería, como besos de coco, arroz con coco, conservas de coco.
- Chamariapa
- Chiguana, conocida por la producción del camarón litopenaeus vannamei.[8]También se han mencionado la presencia de Crocodylus acutus.[9]
- Guacarapo, también tienen producción de camarón.[8]
- Santa Cruz
- Santa María
- Saucedo
- Pantoño,[10]localidad donde nació Rafael Orono, campeón mundial en la categoría supermosca.[11]

## Política y gobierno

### Alcaldes
| Período     | Alcalde                | Partido político / Alianza | % de votos | Notas |
| ----------- | ---------------------- | -------------------------- | ---------- | --- |
| 1989 - 1992 | Eliezer Sánchez Yendiz | AD                         | 47,79      | Primer alcalde bajo elecciones directas |
| 1992 - 1995 | Mérvin Alcalá Martínes | AD                         | 36,56      | Segundo alcalde bajo elecciones directas |
| 1995 - 2000 | Miguel Vásquez         | MDP                        | -          | Tercer alcalde bajo elecciones directas (se realizaron elecciones generales adelantadas en el 2000 debido a la aprobación de la Constitución de 1999) |
| 2000 - 2004 | Nelva Antúnez          | AD                         | 35,85      | Cuarta alcalde bajo elecciones directas |
| 2004 - 2008 | Ramón Ward             | PODEMOS                    | 40,21      | Quinto alcalde bajo elecciones directas |
| 2008 - 2013 | Juan Carlos Rojas      | PSUV                       | 59,32      | Sexto alcalde bajo elecciones directas (se postergan 1 año las elecciones municipales pautadas para finales del 2012)                                 |
| 2013 - 2017 | Ángel Ortiz            | PSUV                       | 51,71      | Séptimo alcalde bajo Elecciones Directas |
| 2017 - 2021 | Yaritza Ramírez        | PSUV                       | 61,70      | Octavo alcalde bajo Elecciones Directas |
| 2021 - 2025 | Juan Rojas             | PSUV                       | 53,06      | Noveno alcalde bajo Elecciones Directas |

### Concejo municipal
Período 1989 - 1992
| Concejales:            | Partido político / Alianza |
| ---------------------- | -------------------------- |
| Fernando Batista       | AD                         |
| Nerva Antúnez          | AD                         |
| Mervin Alcalá Martínez | AD                         |
| Francisco Valdiviezo   | AD                         |
| Manuel Cabello         | COPEI                      |
| César Luis Fuentes     | COPEI                      |
| Eusebio Rodríguez      | COPEI                      |

Período 1992 - 1995
| Concejales:       | Partido político / Alianza |
| ----------------- | -------------------------- |
| Paula Sánchez     | AD                         |
| Eduardo Guzmán    | AD                         |
| Clarisa Moreno    | AD                         |
| César Inojoza     | AD                         |
| José Mujica       | AD                         |
| Alexis Márquez    | AD                         |
| Eusebio Rodríguez | COPEI                      |
| Enrique Caraballo | MAS                        |
| Gilberto Díaz     | PIR                        |

Período 1995 - 2000
| Concejales:        | Partido político / Alianza |
| ------------------ | -------------------------- |
| Alexis Márquez     | AD                         |
| Juan Carlos Rojas  | AD                         |
| Cesar Inojosa      | AD                         |
| Miguel Angel Brito | AD                         |
| Alfredo García     | MDP                        |
| Manuel Rondón      | MDP                        |
| Miguel Mata        | MDP                        |
| Cesar Morales      | COPEI                      |
| Luis Jose Rojas    | COPEI                      |

Período 2000 - 2005
| Concejales:       | Partido político / Alianza |
| ----------------- | -------------------------- |
| Alexis Márquez    | AD                         |
| José Campos       | AD                         |
| Anibal Espinoza   | AD                         |
| Lucas Zapata      | BR                         |
| Juan Carlos Rojas | BR                         |
| Gonzalo Castillo  | MVR                        |
| Alexis Rojas      | MAS                        |

Período 2005 - 2013
| Concejales:          | Partido político / Alianza |
| -------------------- | -------------------------- |
| Gilberto Ruíz        | PODEMOS                    |
| Carlos Alberto Bello | PODEMOS                    |
| Carlos Enrique Bello | MVR                        |
| Regulo Figueroa      | MVR                        |
| Norma Rivero         | MEP                        |
| Juan Carlos Rojas    | MEP                        |
| José Chacón          | (Representación Indígena)  |

Período  2013 - 2018
| Concejales         | Partido político / Alianza |
| ------------------ | -------------------------- |
| Jose Barreto Galan | PSUV                       |
| Alexia Mujica      | PSUV                       |
| Carmen Ramos       | PSUV                       |
| Eliezer Sánchez    | PSUV                       |
| Mary Alcala        | PSUV                       |
| Yorman Jiménez     | FICHAS                     |
| Ángel Palomo       | (Representación Indígena)  |

Período 2018 - 2021
| Concejales          | Partido político / Alianza |
| ------------------- | -------------------------- |
| Danielvis Rodríguez | PSUV                       |
| Jacqueline Sánchez  | PSUV                       |
| Yvan Bastardo       | PSUV                       |
| Carmen Alejandro    | PSUV                       |
| Carmen Ramos        | PSUV                       |
| Wilfrido Rojas      | PSUV                       |
| Luis Montes         | (Representación Indígena)  |

Período 2021 - 2025
| Concejales       | Partido político / Alianza |
| ---------------- | -------------------------- |
| Diamaris Alcala  | PSUV                       |
| James Brito      | PSUV                       |
| Oscar Bastardo   | PSUV                       |
| Mary Rodriguez   | PSUV                       |
| Isa Marquez      | PSUV                       |
| Sorangel Padilla | ASIS                       |
| Angel Vargas     | (Representación Indígena)  |